# Vaini
Vaini é um distrito de Tonga, localizado na divisão de Tongatapu. Em 2006, sua população era de 12.594 habitantes.